# All Japan Pro Wrestling featuring Virtua
All Japan Pro Wrestling featuring Virtua (全日本プロレス ＦＥＡＴＵＲＩＮＧ ＶＩＲＴＵＡ, Zen Nihon Pro Wres featuring Virtua) est un jeu vidéo de combat de type catch sorti le 23 octobre 1997 sur Sega Saturn, puis porté en décembre 1997 sur le système d'arcade Sega Titan Video. Le jeu a été développé par Sega AM1 et Scarab et édité par Sega.
Il n'est sorti qu'au Japon et fait partie de la série All Japan Pro Wrestling, dont il constitue le premier volet et est suivi par Giant Gram: All Japan Pro Wrestling 2 ; cette franchise a été lancée par Sega à l'occasion des vingt-cinq ans de la All Japan Pro Wrestling, bien que d'autres jeux ait été commercialisés sous cette appellation par le passé, sur des supports concurrents.
Il s'agit également d'une œuvre dérivée de la série Virtua Fighter, les personnages Wolf Hawkfield et Jeffry McWild étant inclus au sein du jeu.

## Réception

### Sortie
All Japan Pro Wrestling featuring Virtua est sorti le 23 octobre 1997 sur Sega Saturn, avant d'être porté en décembre 1997 sur le système d'arcade Sega Titan Video.
Le jeu n'a pas été commercialisé en dehors du Japon et, comme indiqué sur son logo, commémore les vingt-cinq ans de la fédération de catch professionnel japonaise All Japan Pro Wrestling.